# Campionatul European de Scrimă din 2007
Campionatul European de Scrimă din 2007  s-a desfășurat în perioada 2-7 iunie la Gent în Belgia.

## Rezultate

### Masculin
| Probă             | Aur                                                                               | Argint                                                                           | Bronz                                                            |
| Spadă             | Jérôme Jeannet (FRA)                                                              | Matteo Tagliariol (ITA)                                                          | Fabian Kauter (SUI) · Anton Avdeev (RUS)                         |
| Spadă pe echipe   | Ungaria Géza Imre Gábor Boczkó Iván Kovács Krisztián Kulcsár                      | Polonia Radosław Zawrotniak Krzysztof Mikołajczak Tomasz Motyka Robert Andrzejuk | Franța Jérôme Jeannet Ulrich Robeiri Fabrice Jeannet Érik Boisse |
| Floretă           | Andrea Baldini (ITA)                                                              | Benjamin Kleibrink (GER)                                                         | Salvatore Sanzo (ITA) · Erwann Le Péchoux (FRA)                  |
| Floretă pe echipe | Germania Peter Joppich Benjamin Kleibrink Christian Schlechtweg Dominik Behr      | Rusia Renal Ganeev Aleksei Ceremisinov Andrei Deev Aleksei Hovanski              | Italia Andrea Baldini Simone Vanni Salvatore Sanzo               |
| Sabie             | Jorge Pina (ESP)                                                                  | Aleksei Iakimenko (RUS)                                                          | Stanislav Pozdniakov (RUS) · Mihai Covaliu (ROU)                 |
| Sabie pe echipe   | Rusia Veniamin Reșetnikov Nikolai Kovaliov Stanislav Pozdniakov Aleksei Iakimenko | Belarus Aliaksandr Buikevici Dmitri Lapkes Valeri Priiomka Aleksei Romanovici    | Franța Vincent Anstett Nicolas Lopez Julien Pillet Boris Sanson  |

### Feminin
| Probă             | Aur                                                                                     | Argint                                                             | Bronz                                                                            |
| Spadă             | Laura Flessel (FRA)                                                                     | Emma Samuelsson (SWE)                                              | Britta Heidemann (GER) · Irina Embrich (EST)                                     |
| Spadă pe echipe   | Italia Cristiana Cascioli Bianca Del Carretto Nathalie Moellhausen Francesca Boscarelli | Ungaria Tímea Nagy Emese Szász Adrienn Hormay Ildikó Mincza-Nébald | Franța Laura Flessel Hajnalka Kiraly Maureen Nisima Audrey Descouts              |
| Floretă           | Evgenia Lamonova (RUS)                                                                  | Valentina Vezzali (ITA)                                            | Olha Leleiko (UKR) · Margherita Granbassi (ITA)                                  |
| Floretă pe echipe | Ungaria Edina Knapek Aida Mohamed Virginie Ujlaky Gabriella Varga                       | Rusia Svetlana Boiko Aida Șanaeva Iana Ruzavina Evgenia Lamonova   | Italia Margherita Granbassi Valentina Vezzali Giovanna Trillini Ilaria Salvatori |
| Sabie             | Ekaterina Fedorkina (RUS)                                                               | Sofia Velikaia (RUS)                                               | Orsolya Nagy (HUN) · Olena Homrova (UKR)                                         |
| Sabie pe echipe   | Franța Carole Vergne Anne-Lise Touya Léonore Perrus Cécile Argiolas                     | Ucraina Olha Harlan Olena Homrova Nina Kozlova Halîna Pundîk       | Rusia Svetlana Kormilițîna Ekaterina Fedorkina Sofia Velikaia Elena Neșaeva      |

### Clasament pe medalii
| Loc   | Țară     | Aur | Argint | Bronz | Total |
| ----- | -------- | --- | ------ | ----- | ----- |
| 1     | Rusia    | 3   | 4      | 3     | 10    |
| 2     | Franța   | 3   | 0      | 4     | 7     |
| 3     | Italia   | 2   | 2      | 3     | 8     |
| 4     | Ungaria  | 2   | 1      | 1     | 4     |
| 5     | Germania | 1   | 1      | 1     | 3     |
| 6     | Spania   | 1   | 0      | 0     | 1     |
| 7     | Ucraina  | 0   | 1      | 2     | 3     |
| 8     | Belarus  | 0   | 1      | 0     | 1     |
| 8     | Polonia  | 0   | 1      | 0     | 1     |
| 8     | Suedia   | 0   | 1      | 0     | 1     |
| 11    | Estonia  | 0   | 0      | 1     | 1     |
| 11    | România  | 0   | 0      | 1     | 1     |
| 11    | Elveția  | 0   | 0      | 1     | 1     |
| Total | Total    | 12  | 12     | 18    | 42    |